# Ban-sur-Meurthe-Clefcy
Pour les articles homonymes, voir Ban.
Ban-sur-Meurthe-Clefcy [bɑ̃ syʁ mœʁt klɛfsi] est une commune française située dans le département des Vosges, en région Grand Est.
La commune de Ban-sur-Meurthe-Clefcy est née de la fusion le 1er juillet 1995 des communes de Ban-sur-Meurthe et de Clefcy. Auparavant, le même bâtiment abritait les deux mairies, ce qui constituait une situation unique en France.
Le gentilé le plus ancien, rassemblant des membres de petites communautés montagnardes, parfois solidaires, parfois fortement hostiles entre elles, est en dialecte vosgien  « li(z) ames », c'est-à-dire les Hommes. En patois, on disait aussi les Bohos. Consultés le 30 août 2015, à l'occasion du vingtième anniversaire de la fusion, les habitants ont choisi de s'appeler les Clébantois.

## Géographie

### Situation
Parfois très encaissée, comme au défilé de Straiture, la vallée est parcourue par la D 73 qui rejoint au col du Surceneux à 810 mètres d'altitude la D 23 reliant Le Valtin à Xonrupt-Longemer. C'est au voisinage de cette dernière qu'est implanté le hameau du Grand Valtin qui dépend de la commune de Ban-sur-Meurthe-Clefcy et culmine à plus de 900 mètres sur l'adret du signal de Sérichamp (1 142 m). En aval du défilé de Straiture, on rencontre successivement Sachemont, Le Vic, Le Chêne, Les Évaux et Sondreville.
C'est une des 188 communes du parc naturel régional des Ballons des Vosges.

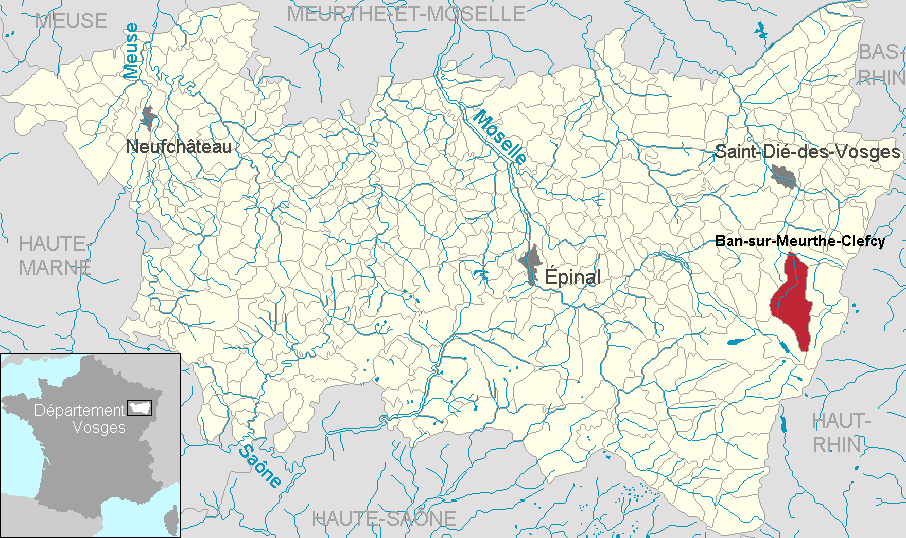
Localisation dans le département.

### Communes limitrophes
| Anould           | Fraize                 | Fraize     |
| Anould Gerbépal  | Ban-sur-Meurthe-Clefcy | Plainfaing |
| Xonrupt-Longemer | Xonrupt-Longemer       | Le Valtin  |

### Géologie et relief
L'église de Clefcy est construite sur un cône de moraine finale. Toute la vallée a été déblayée en amont par un glacier à l'époque Riss.

### Sismicité
Commune située dans une zone 3 de sismicité modérée.

### Hydrographie et les eaux souterraines
Hydrogéologie et climatologie : Système d’information pour la gestion des eaux souterraines du bassin Rhin-Meuse :
Territoire communal : Occupation du sol (Corinne Land Cover); Cours d'eau (BD Carthage),
Géologie : Carte géologique; Coupes géologiques et techniques,
 Hydrogéologie : Masses d'eau souterraine; BD Lisa; Cartes piézométriques.

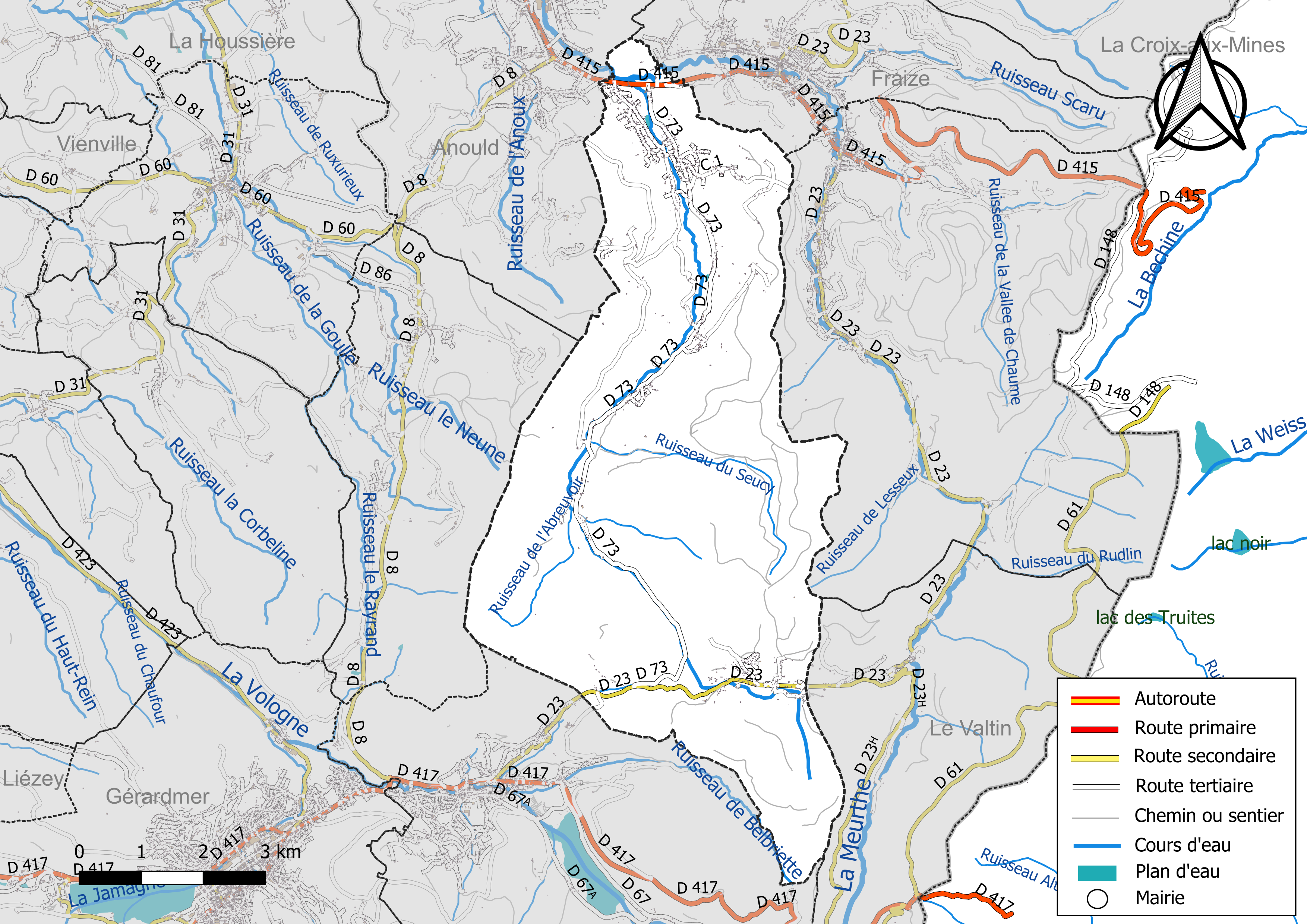
Réseaux hydrographique et routier de Ban-sur-Meurthe-Clefcy.

La commune est située dans le bassin versant du Rhin au sein du bassin Rhin-Meuse. Elle est drainée par la Meurthe, la Petite Meurthe, le ruisseau de Belbriette, le Noir Ruxel, le ruisseau de Foincelle, le ruisseau de l'Abreuvoir et le ruisseau du Seucy,.
La Meurthe, d'une longueur totale de 160,6 km, prend sa source dans la commune du Valtin et se jette dans la Moselle à Pompey, après avoir traversé 53 communes.
Malgré son nom, la commune n'est qu'effleurée au nord par la Meurthe. En revanche, elle occupe la quasi-totalité du bassin de son affluent gauche, la Petite Meurthe. Celle-ci naît dans le vallon du Vimbar entre 880 et 1 000 m d'altitude sur le versant nord-ouest du massif du Gris Talet et conflue vers 460 mètres d'altitude dans les prés des Graviers avec la Meurthe.

### Climat
Pour des articles plus généraux, voir Climat du Grand Est et Climat des Vosges.
En 2010, le climat de la commune est de type climat de montagne, selon une étude du Centre national de la recherche scientifique s'appuyant sur une série de données couvrant la période 1971-2000. En 2020, Météo-France publie une typologie des climats de la France métropolitaine dans laquelle la commune est exposée à un climat semi-continental et est dans la région climatique  Vosges, caractérisée par une pluviométrie très élevée (1 500 à 2 000 mm/an) en toutes saisons et un hiver rude (moins de 1 °C).
Pour la période 1971-2000, la température annuelle moyenne est de 8,9 °C, avec une amplitude thermique annuelle de 16,6 °C. Le cumul annuel moyen de précipitations est de 1 457 mm, avec 13,5 jours de précipitations en janvier et 11,1 jours en juillet. Pour la période 1991-2020, la température moyenne annuelle observée sur la station météorologique de Météo-France la plus proche, « Gérardmer », sur la commune de Gérardmer à 13 km à vol d'oiseau, est de 9,1 °C et le cumul annuel moyen de précipitations est de 1 797,3 mm. 
La température maximale relevée sur cette station est de 37 °C, atteinte le 7 août 2015 ; la température minimale est de −20,5 °C, atteinte le 20 décembre 2009,,.
Les paramètres climatiques de la commune ont été estimés pour le milieu du siècle (2041-2070) selon différents scénarios d'émission de gaz à effet de serre à partir des nouvelles projections climatiques de référence DRIAS-2020. Ils sont consultables sur un site dédié publié par Météo-France en novembre 2022.

## Urbanisme

### Typologie
Au 1er janvier 2024, Ban-sur-Meurthe-Clefcy est catégorisée commune rurale à habitat dispersé, selon la nouvelle grille communale de densité à sept niveaux définie par l'Insee en 2022.
Elle appartient à l'unité urbaine de Saint-Dié-des-Vosges, une agglomération intra-départementale regroupant 16  communes, dont elle est une commune de la banlieue,,. Par ailleurs la commune fait partie de l'aire d'attraction de Saint-Dié-des-Vosges, dont elle est une commune de la couronne,. Cette aire, qui regroupe 47 communes, est catégorisée dans les aires de 50 000 à moins de 200 000 habitants,.

### Occupation des sols
L'occupation des sols de la commune, telle qu'elle ressort de la base de données européenne d’occupation biophysique des sols Corine Land Cover (CLC), est marquée par l'importance des forêts et milieux semi-naturels (82,8 % en 2018), une proportion sensiblement équivalente à celle de 1990 (82,6 %). La répartition détaillée en 2018 est la suivante : forêts (79,6 %), prairies (8,1 %), zones agricoles hétérogènes (7,9 %), milieux à végétation arbustive et/ou herbacée (3,2 %), zones urbanisées (1,2 %). L'évolution de l’occupation des sols de la commune et de ses infrastructures peut être observée sur les différentes représentations cartographiques du territoire : la carte de Cassini (XVIIIe siècle), la carte d'état-major (1820-1866) et les cartes ou photos aériennes de l'IGN pour la période actuelle (1950 à aujourd'hui).

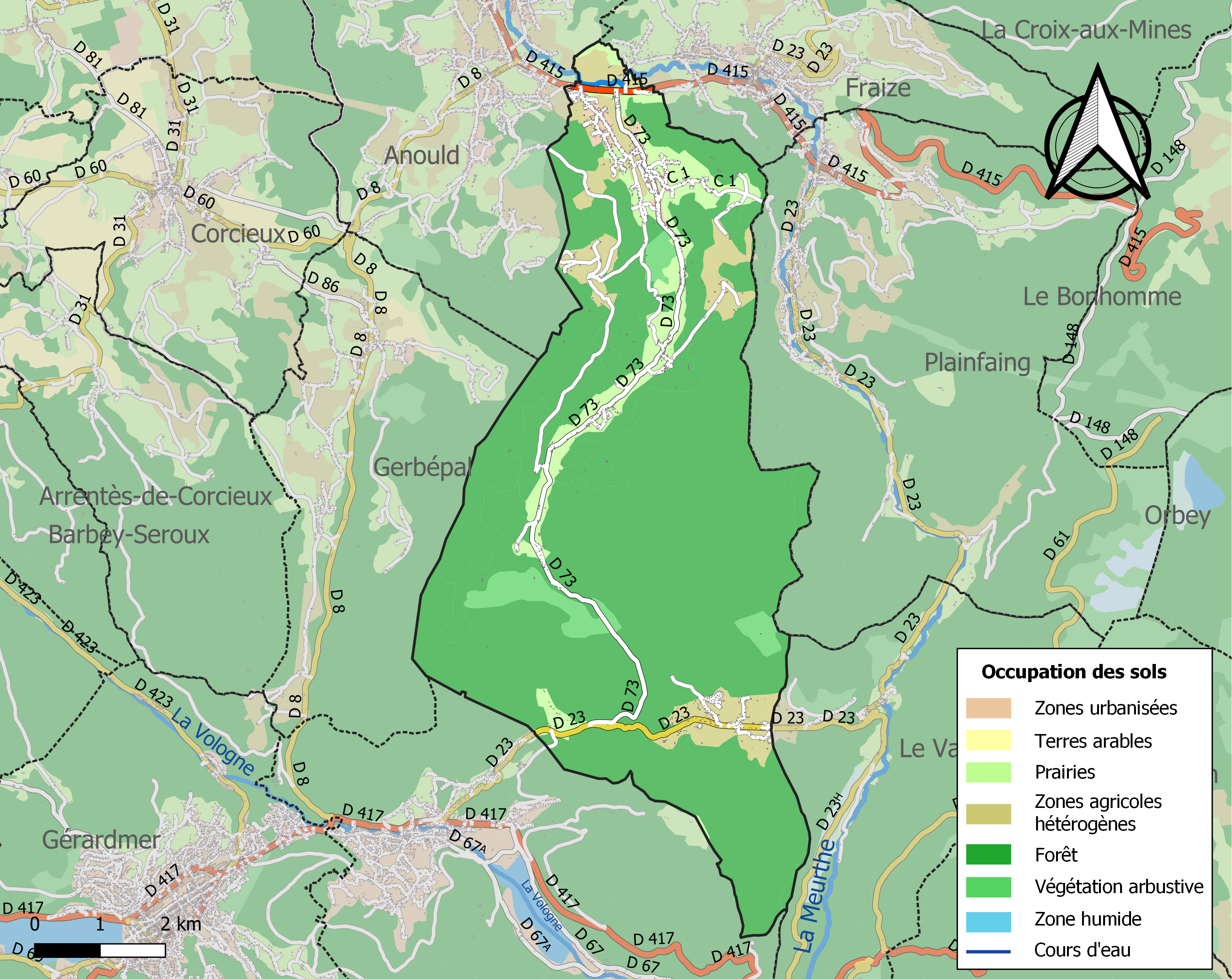
Carte des infrastructures et de l'occupation des sols de la commune en 2018 (CLC).

### Voies de communications et transports

#### Voies routières
- D73 vers Xonrupt-Longemer[21].

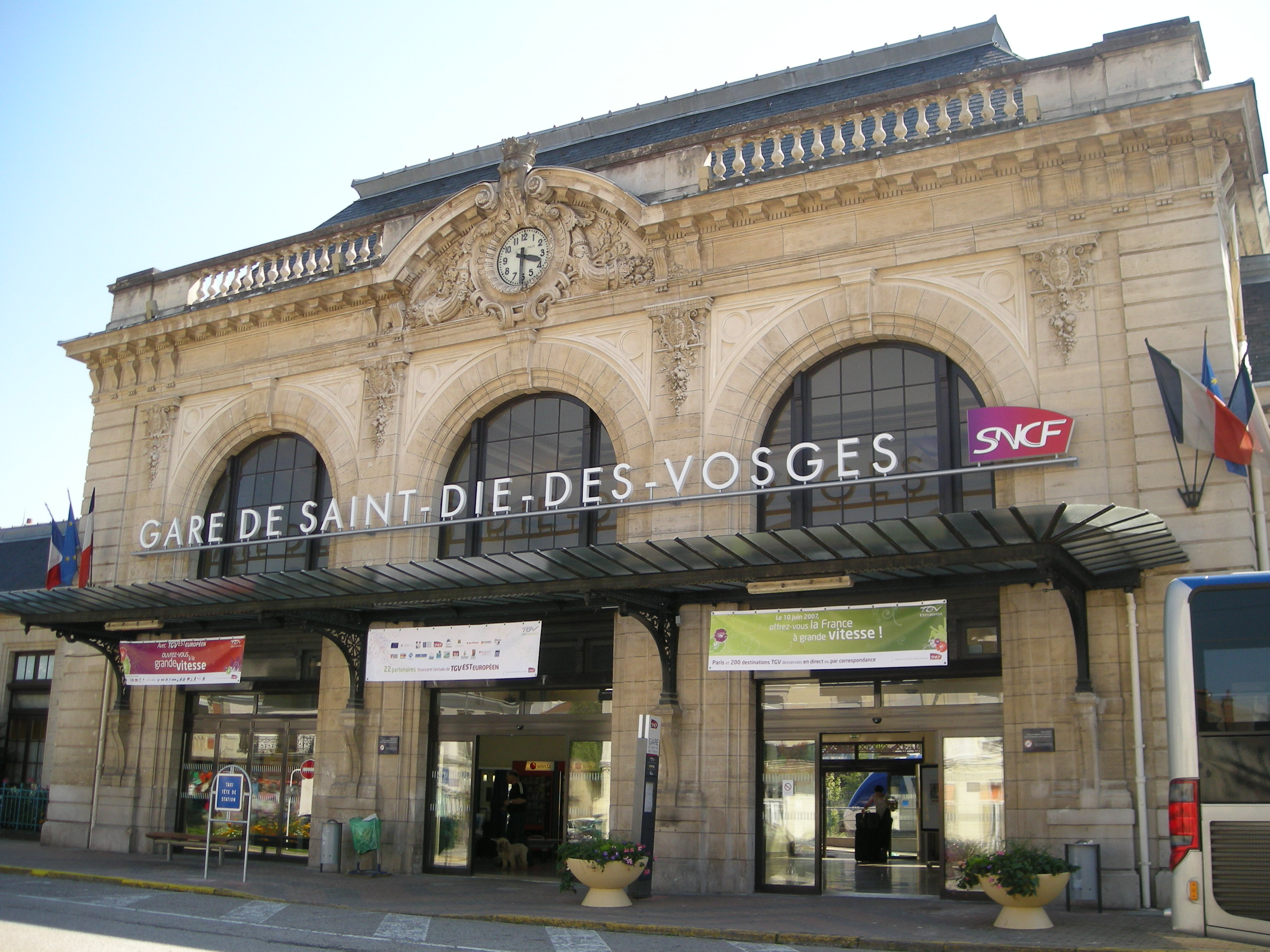
Gare de Saint-Dié-des-Vosges.

- D73 > D415 vers Fraize, Plainfaing.
- D73 > D415 > D8 vers Gerbépal.

#### Transports en commun
- Fluo Grand Est.

#### Lignes SNCF
- Gare de Saint-Dié-des-Vosges

## Toponymie
Le nom de la localité est attesté sous les formes « Duos bannos, sancti videlicet Deodati atque ducis in valle Galilea » (avant 1123) ; Doien de Clewessie (1477) ; Ban le Duc de Clevecy (1555) ; Le Ban le Duc de Cleuvecy (1594) ; Au Ban le Duc de Cleuveci (1625) ; Le Ban-le-Duc (1633) ; Bar-le-Peuple, pour Ban-le-Peuple (an II).

De l'oïl ban « territoire où s'exerçait la juridiction d'un suzerain ». Le ban permettait en outre au seigneur d'exiger un droit de passage sur ses terres, un péage.

L'adjectif « banal » ou « bannal » (au pluriel : banaux) qualifie les choses relevant du ban. Son sens moderne de « banal » (au pluriel : banals) en est dérivé : ce qui est banal est commun, ordinaire.
La  Meurthe est un cours d'eau du Grand Est.
Durant la Révolution, la commune de Ban-sur-Meurthe, précédemment dénommée Ban-le-Duc, reçut son nom qu'elle porta jusqu'à la fusion avec Clefcy en 1995.

Clefcy est attesté sous les formes « Duos bannos, Sancti videlicet Deodati atque Ducis, in valle Galilea » (avant 1123) ; Scluveceiz (1188) ; Cleveceis (XIIIe siècle) ; Clevecei (vers 1300) ; Clevescei (XIVe siècle) ; Ferry de Clivesey (XIVe siècle) ; Clevecey (1346) ; Clemecy (1385) ; Clivescey (XIVe siècle) ; Cleuvescey (1456) ; Cleuvessée (1470) ; Clevessey (1485) ; Clevessie (1485) ; Clevescey (1486) ; Cleuvecei (1487) ; Cleuvessey (1521) ; Clevescey (1527) ; Clevessiey (1555) ; Clevesscey (1555) ; Cleuvecey (1561) ; Cleuvecy (1580) ; Cleuvesey (1628) ; Le ban de Clef-Serre, « comme qui diroit clef serrant le Val de Galilée… » ; maintenant on dit Cleuvecey… (1633) ; Ban Clevesy (1656) ; Clevecy (1711).

Étymologie de Clefcy donnée par Jean Ruyr puis Augustin Calmet : « Clef serre , clef serrant le val de Galilée », Clef du terme celtique cleta (« claie, lieu clos, clôture »).

## Histoire
Les communautés montagnardes de la vallée de la Petite Meurthe semblent étonnamment hétérogènes. Les habitants de Clefcy entretiennent des liens très étroits avec le chapitre de Saint-Dié, au point de gager communément des terres de prés pour y obtenir le droit de cultiver une vigne de la fabrique de Saint-Roch. Les grandes chaumes parfois leur échappent, telles celle de Charbonichamp rejoignant Sérichamp longtemps réservée aux troupeaux du chapitre, ou les autres amodiées à des fermiers ou des censiers indépendants. L'administration des chanoines, rigoureuse sur le long terme, a permis de conserver de belles forêts et de bonnes sources.
Les hommes des hameaux ducaux ont apparemment rejeté autant l'ordre externe des religieux privilégiés que la nécessité immuable d'une bonne gestion centralisée, pour finir par être contraints de ployer sous le joug ducal ou abusés par ses administrateurs qui leur sont envoyés. Aux époques de croissance, la partie ducale est dévastée de ses ressources naturelles. Les familles semblent venir par chariots pleins des centres ducaux, Bruyères ou autres terres ducales, au point de changer les vieux noms de la vallée.
Les glissements de terrain ravageurs pendant le petit âge glaciaire mettent aux prises des communautés qui veulent récupérer les bois ou terres glissés de rapport, induisant des procès sans fin et de sourdes vengeances.
Clefcy est une mairie ancienne dépendant au XIIIe siècle de la collégiale de Saint-Dié. Ce très vieux lieu de pouvoir, circonscrit, ayant gardé des relations avec des communautés montagnardes éparses de la vallée de la Petite Meurthe est devenu un centre religieux, doté d'une église paroissiale et d'un cimetière. D'autres petites communautés montagnardes dépendant directement de l'administration ducale sous forme d'un doyenné ont été rassemblées tardivement sous le nom de Ban-le-Duc et administrées dans la petite bourgade religieuse de Clefcy. Ban-le-Duc s'est nommé Ban-sur-Meurthe peu après la Révolution mais n'a pas repris la référence noble à la Restauration.

Dans le ciel des Hautes-Vosges, le 27 mai 1944 s'est déroulée la plus grande bataille aérienne de la 2e guerre mondiale survenue dans le quart Nord-Est de la France. Une stéle est érigée à l'endroit où s'écrasa un bombardier américain.
Un 

La commune a été décorée, le 12 février 1949, de la Croix de guerre 1939-1945.
Le 1er juillet 1995, Clefcy devient Ban-sur-Meurthe-Clefcy à la suite de sa fusion avec Ban-sur-Meurthe.
Le 13 mai 2015, une tornade de type EF2 a sévi sur la commune.

## Politique et administration

### Finances locales

#### Budget et fiscalité 2022
En 2022, le budget de la commune était constitué ainsi :
- total des produits de fonctionnement : 767 000 €, soit 787 € par habitant ;
- total des charges de fonctionnement : 688 000 €, soit 705 € par habitant ;
- total des ressources d’investissement : 126 000 €, soit 130 € par habitant ;
- total des emplois d’investissement : 139 000 €, soit 142 € par habitant ;
- endettement : 309 000 €, soit 317 € par habitant.

Avec les taux de fiscalité suivants :
- taxe d'habitation : 20,37 % ;
- taxe foncière sur le bâti : 36,12 % ;
- taxe foncière sur les propriétés non bâties : 15,86 % ;
- taxe additionnelle à la taxe foncière sur les propriétés non bâties : 0,00 % ;
- cotisation foncière des entreprises : 0,00 %.

Chiffres clés Revenus et pauvreté des ménages en 2021 : médiane en 2021 du revenu disponible, par unité de consommation : 22 610 €

### Liste des maires
| Période                                  | Période   | Identité              | Étiquette | Qualité                                                                  |
| ---------------------------------------- | --------- | --------------------- | --------- | ------------------------------------------------------------------------ |
|                                          | juin 1923 | Alfred Antoine        | Rad.      | Hôtelier-restaurateur Conseiller général du canton de Fraize (1919-1923) |
| Les données manquantes sont à compléter. |           |                       |           |                                                                          |
| juin 1995                                | mars 2001 | Christian Herry       |           |                                                                          |
| mars 2001                                | mars 2008 | Nicole Strabach       | DVD       |                                                                          |
| mars 2008                                | mars 2014 | Christian Herry       |           |                                                                          |
| mars 2014                                | En cours  | Sylvia Didierdefresse |           | Comptable                                                                |

## Population et société

### Démographie

#### Évolution démographique
L'évolution du nombre d'habitants est connue à travers les recensements de la population effectués dans la commune depuis 1793. Pour les communes de moins de 10 000 habitants, une enquête de recensement portant sur toute la population est réalisée tous les cinq ans, les populations de référence des années intermédiaires étant quant à elles estimées par interpolation ou extrapolation. Pour la commune, le premier recensement exhaustif entrant dans le cadre du nouveau dispositif a été réalisé en 2006.

En 2022, la commune comptait 961 habitants, en évolution de +1,05 % par rapport à 2016 (Vosges : −2,96 %, France hors Mayotte : +2,11 %).
| 1793 | 1800 | 1806 | 1821 | 1831 | 1836 | 1841 | 1846 | 1856 |
| ---- | ---- | ---- | ---- | ---- | ---- | ---- | ---- | ---- |
| 602  | 591  | 665  | 743  | 701  | 736  | 707  | 712  | 630  |

| 1861 | 1866 | 1876 | 1881 | 1886 | 1891 | 1896 | 1901 | 1906 |
| ---- | ---- | ---- | ---- | ---- | ---- | ---- | ---- | ---- |
| 655  | 625  | 585  | 595  | 560  | 551  | 542  | 491  | 496  |

| 1911 | 1921 | 1926 | 1931 | 1936 | 1946 | 1954 | 1962 | 1968 |
| ---- | ---- | ---- | ---- | ---- | ---- | ---- | ---- | ---- |
| 442  | 441  | 437  | 379  | 333  | 99   | 232  | 212  | 219  |

| 1975 | 1982 | 1990 | 1999 | 2006 | 2011 | 2016 | 2021 | 2022 |
| ---- | ---- | ---- | ---- | ---- | ---- | ---- | ---- | ---- |
| 226  | 261  | 260  | 798  | 944  | 946  | 951  | 957  | 961  |

### Enseignement
Établissements d'enseignements :
- École maternelle et primaire publique Nicole Herry.
- Collèges à Fraize, Corcieux, Gérardmer, Orbey, Munster.
- Lycées à Gérardmer, Munster.

### Santé
Professionnels et établissements de santé :
- Médecins à Fraize, Plainfaing, Anould, Corcieux, Saulcy-sur-Meurthe, Xonrupt-Longemer, Ban-de-Laveline.
- Pharmacies à Fraize, Plainfaing, Anould, Saulcy-sur-Meurthe, Xonrupt-Longemer, Ban-de-Laveline.
- Hôpitaux à Fraize, Gerbépal, Gérardmer, Le Bonhomme.

### Cultes
- Culte catholique, Paroisse Notre-Dame-du-Val-de-Meurthe[42], Diocèse de Saint-Dié.

## Économie

### Entreprises et commerces

#### Agriculture
- Culture de légumes, de melons, de racines et de tubercules.
- Élevage d'ovins et de caprins.
- Élevage d'autres bovins et de buffles.
- Élevage de vaches laitières.
- Sylviculture et autres activités forestières.

#### Tourisme
- Hébergements et restauration à Ban-sur-Meurthe-Clefcy, Fraize, Anould.

- Loisirs : Ban-sur-Meurthe compte une colonie de vacances située au lieu dit Sachemont.

Son entretien et l'organisation de séjours de vacances pour enfants y est assurée par l’association Saint-Jacques de vacances et loisirs ruraux dont les membres sont originaires du Bayonnais.

#### Commerces
- Commerces et services de proximité.

## Culture locale et patrimoine

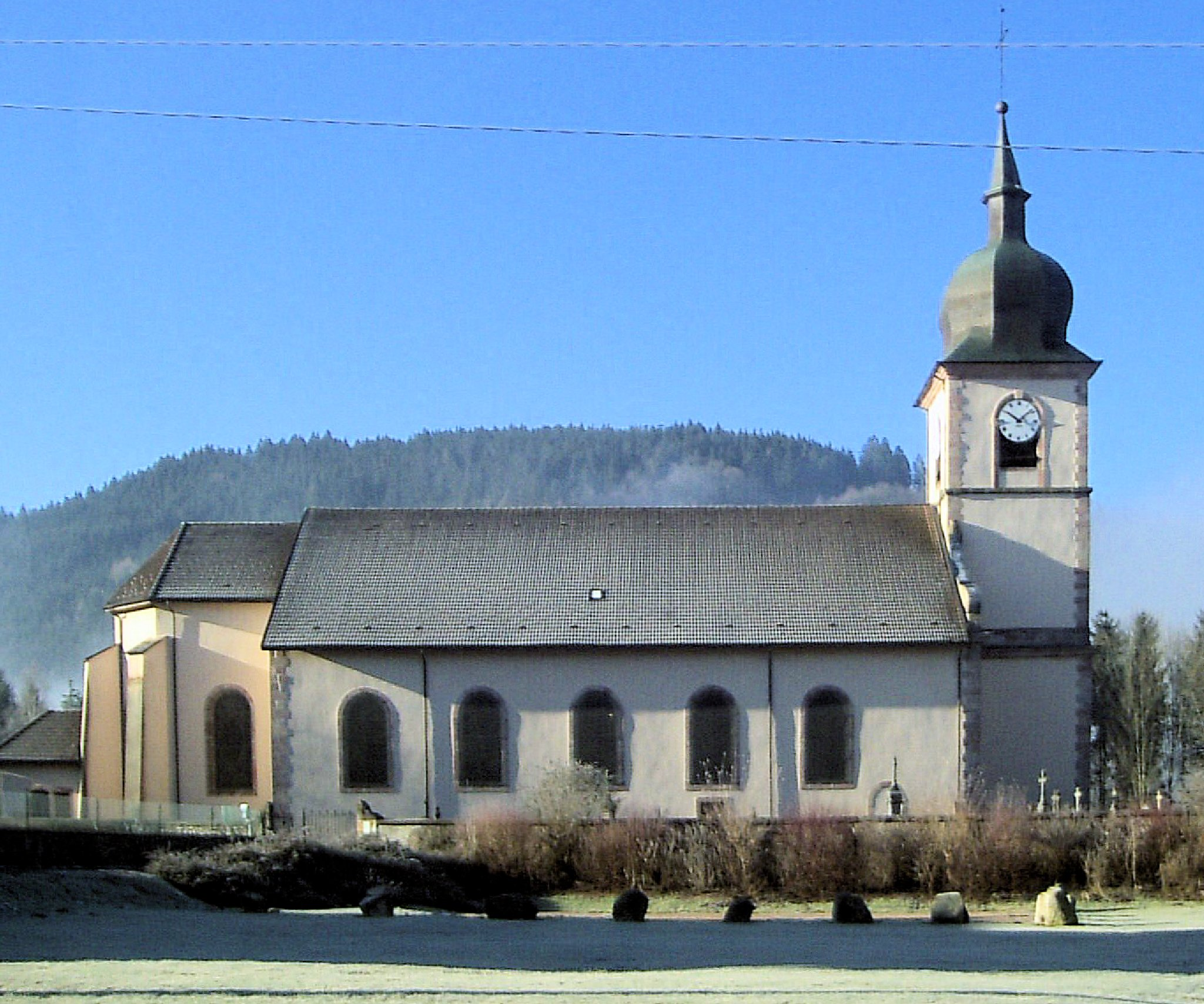
Église Sainte-Agathe.
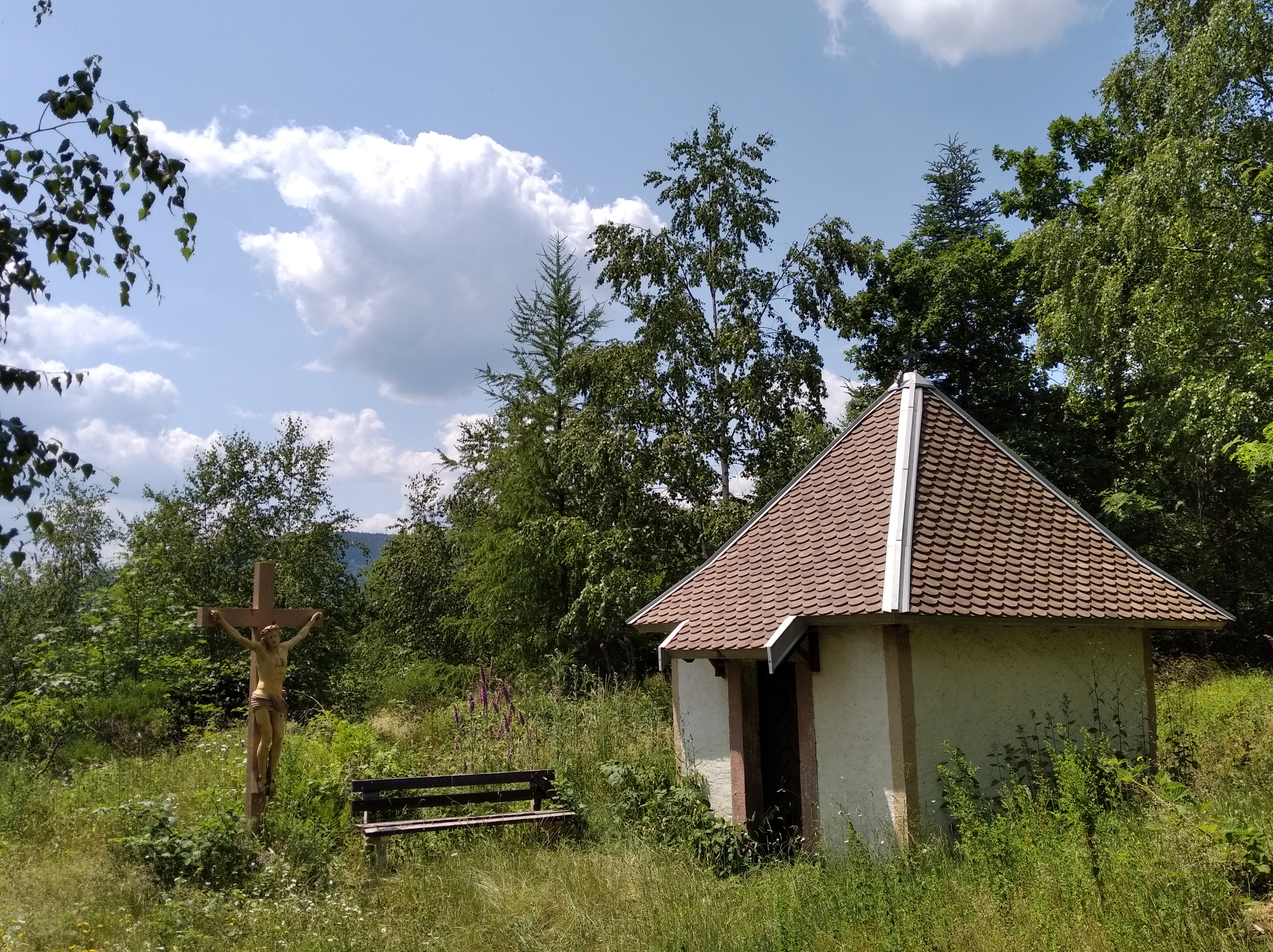
Chapelle du Suisse et son calvaire.
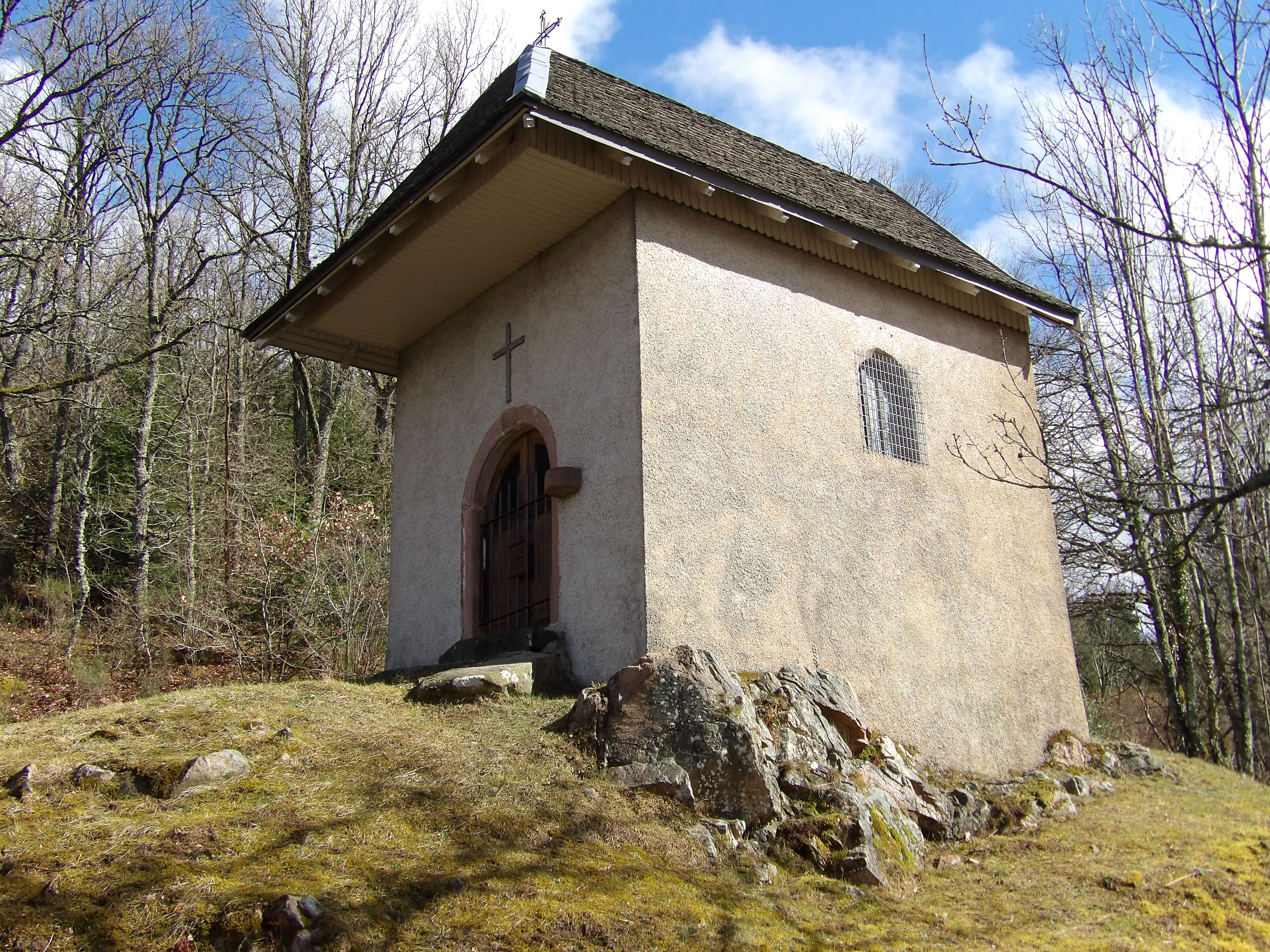
Chapelle Saint-Hubert de Berniprey.
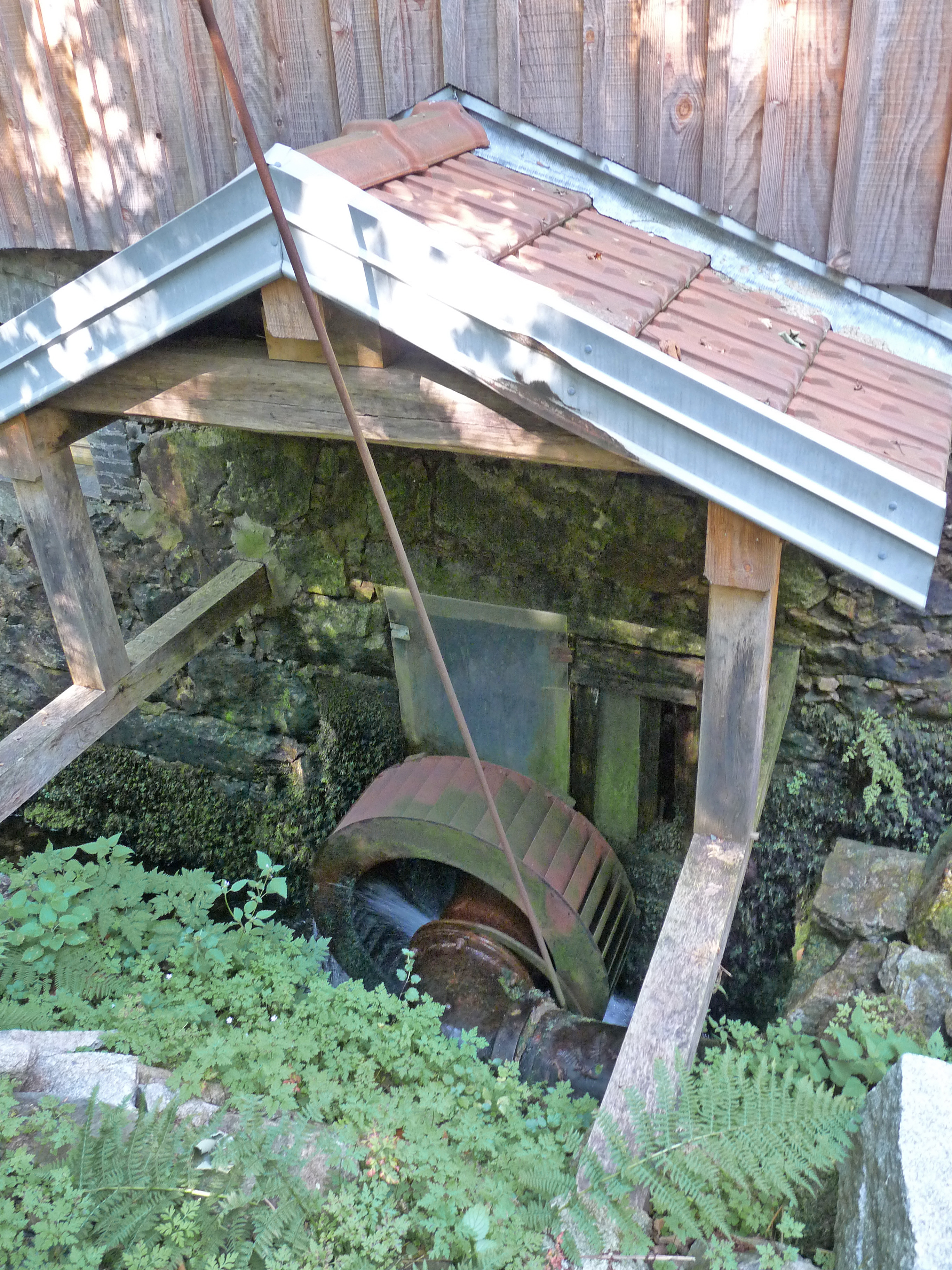
Scierie du Lançoir. Turbine Canson-Montgolfier.

### Lieux et monuments

#### Patrimoine religieux
Ban-sur-Meurthe-Clefcy compte une église et deux chapelles :
- Église Sainte-Agathe, et son orgue de 1922 de Didier Van Caster[45] (provenant de Villers-lès-Nancy)[46]. Elle renferme également plusieurs objets monuments historiques[47].
- Chapelle Saint-Hubert de Berniprey, inscrite sur l'inventaire supplémentaire des monuments historiques par arrêté du 05 avril 1993[48],[49]), renfermant plusieurs objets protégés au titre des monuments historiques[50].
- Chapelle du Suisse[51] et son calvaire.
- Chapelle de la maison d'accueil Notre-Dame des Monts (le Vic).

#### Patrimoine civil
- Haut-fer et scierie du Lançoir inscrits sur l'Inventaire supplémentaire des monuments historiques par arrêté du 7 mai 1997[52],[53],[54],[55],[56],[57].
- Minoterie dévastée pendant la Seconde Guerre mondiale, reconstruite en 1952 sur la base des plans réalisés par l'architecte Albert Bourneix et validés par Georges Michau, architecte en chef, le 22 mai 1947. Par la suite, elle a été rapidement agrandie avec une remise à silo et plusieurs silos métalliques extérieurs[58],[59].
- Monuments commémoratifs :

Monument aux morts commun, monument aux morts du hameau du Grand Valtin,
Plaques commémoratives,
Monument commémoratif du 62e bataillon de chasseurs alpins (62e BCA),
Carré militaire, plaque commémorative 36th D.I.U.S.,
Stèle commémorative du hameau de Boslimpré.

#### Patrimoine naturel
- Défilé de Straiture, rives de la Petite Meurthe, gorges de Schmalik.
- Séquoia géant (Sequoiadendron giganteum), arbre monumental[61].
- Forêt domaniale de Haute-Meurthe.
- Points de vue du signal de Sérichamp et du Haut de Steige (987 m).

### Personnalités liées à la commune
- L'abbé Louis Colin, né à Clefcy le 3 mars 1827[62].
- Jean Nicolas Bertrand, officier de la garde impériale, franc tireur[63].

### Héraldique
| Blason | Blasonnement : D'argent à trois sapins arrachés de sinople soutenus par une fasce ondée abaissée d'azur. Commentaires : La géographie de la commune est décrite par ce blason : forêts et cours d'eau. Son logo représente une roue hydraulique surmontant trois sapins, avec pour légende Le Pays de la Petite Meurthe. |